# Charles Yerkes
Charles Tyson Yerkes, född den 25 juni 1837 i Philadelphia, USA, död den 29 december 1905 i New York, USA, var en amerikansk investerare och entreprenör som bidrog till framväxten av spårtrafiksystem i Chicago och London.

## Biografi

### Bakgrund
Charles Yerkes föddes i en kväkarfamilj i Philadelphia 1837. Han började sin karriär som kontorist hos en börsmäklare i Philadelphia men gick vidare som börsmäklare inom obligationshandel 1858. Yerkes grundade 1862 en egen firma med vilken han hade väsentlig framgång. I Stora Chicagobranden 1871 förstördes stora delar av stadens finanskvarter vilket var en bidragande faktor till att förtroendet för obligationsmarknaden raserades i hela landet. Detta framkallade en kris på obligationsmarknaden som gjorde Yerkes oförmögen att betala tillbaka pengar han erhållit av sina klienter för obligationshandel. Detta skaffade Yerkes fiender och fick honom dömd till fängelse för förskingring. Yerkes benådades emellertid efter några månader och lyckades tjäna tillbaka en stor del av sin förmögenhet under finanskrisen 1873.

### Chicago
År 1882 flyttade Yerkes till Chicago där han köpte en spårvägslinje. Under de kommande femton åren köpte han upp betydande delar av stadens kollektivtrafiksystem med spårvägslinjer och lokala järnvägar och använde ofta en tidigare köpt linje som säkerhet för att kunna köpa en annan. Yerkes bidrog också till en modernisering och utökning av det spårtrafiknät han köpte upp, bland annat genom elektrifiering och att byta hästspårvagnar mot kabeldrivna spårvagnar. Ett av Yerkes bidrag till kollektivtrafiken i Chicago var anläggandet av den högbanan The Loop som idag ingår i Chicagos tunnelbana.
Yerkes expansiva sätt att driva sina företag i Chicago krävde nyttjandet av allmän mark och stöd av lokala politiker. Detta stöd erhöll han i regel genom att muta stadens förtroendevalda. Till slut stod det emellertid klart att allmänhetens tålamod för Yerkes metoder var uttömt och i valet 1899 förlorade de politiker som hade stött Yerkes. Efter valet upphävdes den lag som det föregående styret infört som gav Yerkes rätt att använda allmän mark i 100 år utan kostnad. 1901 hade Yerkes sålt alla sina bolag i Chicago och lämnade staden.

### London
I London hade City & South London Railway öppnat 1890 som världens första elektrifierade järnväg under jord. Denna järnvägs bristande ekonomiska framgång hade avskräckt brittiska investerare från att påbörja anläggandet av liknande linjer respektive fortsatt elektrifiering. Ett projekt som därför stod utan finansiering var modernisering och elektrifiering av Metropolitan District Railway (nuvarande District Line). Företrädare för District Railway letade efter utländska investerare och förmådde 1898 Charles Yerkes att göra sin första investering i bolaget. År 1901 flyttade Yerkes sitt fokus till London och hade då fullständig kontroll över District Railway genom sitt nybildade bolag Metropolitan District Electric Traction Company (MDET). Yerkes hade då uppringat 1 miljon pund i investeringar i det nya bolaget som till 95 % kontrollerades av amerikanska aktieägare. Härefter påbörjades elektrifieringen av District Railway som fullbordades i juli 1905.
Efter att elektrifieringen av District Railway påbörjats bildade Yerkes Underground Electric Railways Company of London (UERL) genom vilket han gjorde ytterligare investeringar för att skaffa sig kontroll över Londons tunnelbana och monopolisera kollektivtrafiken i London som ditintills kontrollerats av en mängd bolag. UERL förvärvade tre bolag som var i begrepp att anlägga nya tunnelbanelinjer nämligen: Baker Street & Waterloo Railway (nuvarande Bakerloo Line), Great Northern, Piccadilly and Brompton Railway (två planerade linjer som jämkades ihop, nuvarande Piccadilly Line) samt Charing Cross, Euston & Hampstead Railway (tillsammans med City & South London Railway nuvarande Northern Line).
Genom UERL eftersträvade Yerkes att bilda ett integrerat transportsystem i London och eftersträvade också ett enhetligt varumärke. Ett led i detta var att Yerkes anlitade arkitekten Leslie Green för att utföra stationsbyggnaderna längs de nya linjerna. Det var också under denna tid som "the Underground" introducerades som varumärke för Londons tunnelbana.
Charles Yerkes avled på sitt hotellrum på Waldorf-Astoria i New York 1905 efter sex veckors sjukdom; detta innan moderniseringsarbetet och anläggandet av de nya linjerna i London slutfördes.

## Eftermäle

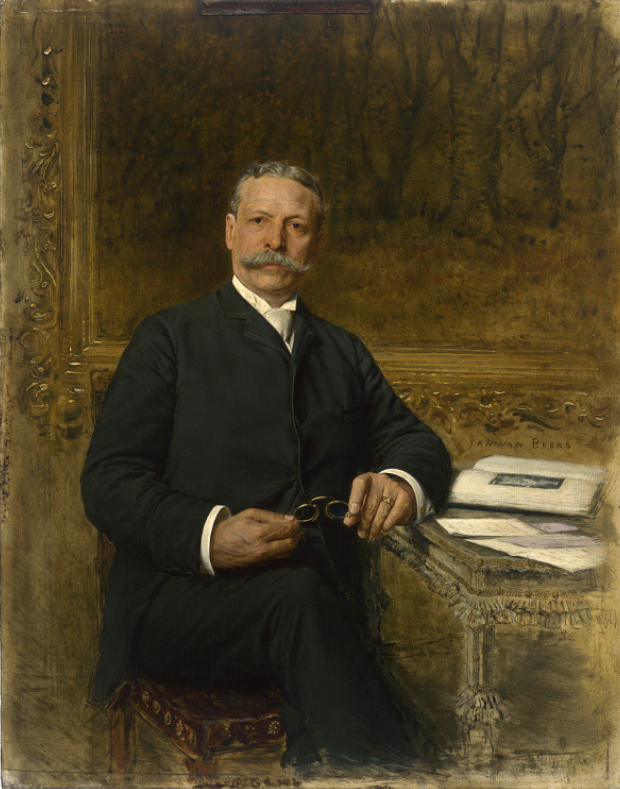
Målning föreställande Charles Yerkes utförd av Jan van Beers c:a 1893.

Efter färdigställandet av de nya linjerna och ytterligare uppköp kontrollerade UERL år 1913 större delen av Londons tunnelbana, en betydande del av busstrafiken i staden och tre spårvägslinjer vilket banade vägen för att ena all kollektivtrafik under London Transport 1933. Yerkes affärsmetoder ledde emellertid till stora förluster för aktieägarna och stora delar av hans egna egendomar fick efter hans död säljas för att kunna återgälda kvarvarande skulder.
1892 donerade Yerkes en summa pengar till University of Chicago för anläggandet av Yerkesobservatoriet som fortfarande (2023) har världens största fungerande refraktorteleskop. Vid observatoriet upptäcktes asteroiden 990 Yerkes som i sin tur namngavs efter observatoriet.
1935 namngavs månkratern Yerkes efter Charles Yerkes.
Den amerikanske författaren Theodore Dreiser författade romantrilogin Trilogy of Desire baserat på Charles Yerkes' liv med böckerna Finansmannen (The Financier, 1912), Titanen (The Titan, 1914) och The Stoic (ej översatt, 1947).